# Billabong Pipe Masters
Les Pipeline Masters (également connus sous le nom de Pipe Masters ou Billabong Pipe Masters du nom de l'équipementier Billabong) sont une compétition professionnelle de surf organisée par la World Surf League sur le spot de Banzai Pipeline, sur le North Shore d'Oahu, à Hawaï.
Organisée depuis 1971, il s'agit de la plus ancienne et plus prestigieuse compétition professionnelle de surf. Elle est inscrite au calendrier du championnat du monde de surf en tant que dernière étape et constitue par ailleurs le troisième et dernier volet de la Triple couronne de surf. Ses vainqueurs reçoivent le titre honorifique de Pipe Master.

## Palmarès

### Palmarès complet
| Année | Vainqueur                              | Score                                  | Finaliste(s)                                  | Score(s)                               |
| ----- | -------------------------------------- | -------------------------------------- | --------------------------------------------- | -------------------------------------- |
| 1971  | Jeff Hakman                            |                                        |                                               |                                        |
| 1972  | Gerry López                            |                                        |                                               |                                        |
| 1973  | Gerry López                            |                                        |                                               |                                        |
| 1974  | Jeff Crawford                          |                                        |                                               |                                        |
| 1975  | Shaun Tomson                           |                                        |                                               |                                        |
| 1976  | Rory Russell                           |                                        |                                               |                                        |
| 1977  | Rory Russell                           |                                        |                                               |                                        |
| 1978  | Larry Blair                            |                                        |                                               |                                        |
| 1979  | Larry Blair                            |                                        |                                               |                                        |
| 1980  | Mark Richards                          |                                        |                                               |                                        |
| 1981  | Simon Anderson                         |                                        |                                               |                                        |
| 1982  | Michael Ho                             |                                        |                                               |                                        |
| 1983  | Dane Kealoha                           |                                        |                                               |                                        |
| 1984  | Joe Buran                              |                                        |                                               |                                        |
| 1985  | Mark Occhilupo                         |                                        |                                               |                                        |
| 1986  | Derek Ho                               |                                        |                                               |                                        |
| 1987  | Tom Carroll                            |                                        |                                               |                                        |
| 1988  | Robbie Page                            |                                        |                                               |                                        |
| 1989  | Gary Elkerton                          |                                        |                                               |                                        |
| 1990  | Tom Carroll                            |                                        |                                               |                                        |
| 1991  | Tom Carroll                            |                                        |                                               |                                        |
| 1992  | Kelly Slater                           |                                        |                                               |                                        |
| 1993  | Derek Ho                               |                                        |                                               |                                        |
| 1994  | Kelly Slater                           |                                        | Sunny Garcia Ross Williams                    |                                        |
| 1995  | Kelly Slater                           | 31.14                                  | Mark Occhilupo                                | 28.34                                  |
| 1996  | Kelly Slater                           | 27.75                                  | Sunny Garcia                                  | 14.75                                  |
| 1997  | John Gomes                             |                                        | Michael Ho                                    |                                        |
| 1998  | Jake Paterson                          | 33.10                                  | Bruce Irons                                   | 30.10                                  |
| 1999  | Kelly Slater                           |                                        |                                               |                                        |
| 2000  | Rob Machado                            | 26.70                                  | Michael Lowe                                  | 19.75                                  |
| 2001  | Bruce Irons                            |                                        |                                               |                                        |
| 2002  | Andy Irons                             | 17.65                                  | Shane Dorian Kelly Slater Mick Fanning        | 16.10 09.55 09.00                      |
| 2003  | Andy Irons                             | 15.16                                  | Joel Parkinson Phillip MacDonald Kelly Slater | 14.40 09.60 09.17                      |
| 2004  | Jamie O'Brien                          | 17.97                                  | Sunny Garcia Kalani Robb Bruce Irons          | 13.64 11.33 10.37                      |
| 2005  | Andy Irons                             | 17.33                                  | Mick Fanning Bruce Irons Kalani Chapman       | 12.33 11.33 06.37                      |
| 2006  | Andy Irons                             | 19.87                                  | Kelly Slater Cory Lopez Rob Machado           | 17.73 12.50 08.96                      |
| 2007  | Bede Durbidge                          | 16.67                                  | Dean Morrison Pancho Sullivan Joel Parkinson  | 13.00 09.60 07.43                      |
| 2008  | Kelly Slater                           | 14.00                                  | Chris Ward                                    | 07.23                                  |
| 2009  | Taj Burrow                             | 12.83                                  | Kelly Slater                                  | 07.10                                  |
| 2010  | Jérémy Florès                          | 14.54                                  | Kieren Perrow                                 | 13.77                                  |
| 2011  | Kieren Perrow                          | 13.17                                  | Joel Parkinson                                | 07.00                                  |
| 2012  | Joel Parkinson                         | 17.17                                  | Josh Kerr                                     | 14.83                                  |
| 2013  | Kelly Slater                           | 16.37                                  | John John Florence                            | 15.90                                  |
| 2014  | Julian Wilson                          | 19.63                                  | Gabriel Medina                                | 19.20                                  |
| 2015  | Adriano de Souza                       | 14.07                                  | Gabriel Medina                                | 08.50                                  |
| 2016  | Michel Bourez                          | 07.53                                  | Kanoa Igarashi                                | 06.17                                  |
| 2017  | Jeremy Flores                          | 16.23                                  | John John Florence                            | 16.16                                  |
| 2018  | Gabriel Medina                         | 18.34                                  | Julian Wilson                                 | 16.70                                  |
| 2019  | Ítalo Ferreira                         | 15.56                                  | Gabriel Medina                                | 12.94                                  |
| 2020  | Edition annulée (Pandémie de Covid-19) | Edition annulée (Pandémie de Covid-19) | Edition annulée (Pandémie de Covid-19)        | Edition annulée (Pandémie de Covid-19) |
| 2021  | John John Florence                     | 11.77                                  | Gabriel Medina                                | 07.80                                  |
| 2022  | Kelly Slater                           | 18.77                                  | Seth Moniz                                    | 12.53                                  |
| 2023  | Jack Robinson                          | 09.17                                  | Leonardo Fioravanti                           | 07.47                                  |
| 2024  | Barron Mamiya                          | 16.00                                  | John John Florence                            | 15.33                                  |

### Palmarès individuel
| Surfeur            | Pays       | Victoires | Finales | Total d'apparitions |
| ------------------ | ---------- | --------- | ------- | ------------------- |
| Kelly Slater       | États-Unis | 8         | 4       | 12                  |
| Andy Irons         | Hawaï      | 4         | 0       | 4                   |
| Tom Carroll        | Australie  | 3         | 0       | 3                   |
| Derek Ho           | Hawaï      | 2         | 0       | 2                   |
| Gerry López        | Hawaï      | 2         | 0       | 2                   |
| Rory Russell       | Hawaï      | 2         | 0       | 2                   |
| Larry Blair        | Australie  | 2         | 0       | 2                   |
| Jérémy Florès      | France     | 2         | 0       | 2                   |
| Gabriel Medina     | Brésil     | 1         | 4       | 5                   |
| Bruce Irons        | Hawaï      | 1         | 3       | 4                   |
| Joel Parkinson     | Australie  | 1         | 3       | 4                   |
| John John Florence | Hawaï      | 1         | 3       | 4                   |
| Mark Occhilupo     | Australie  | 1         | 1       | 2                   |
| Kieren Perrow      | Australie  | 1         | 1       | 2                   |
| Rob Machado        | États-Unis | 1         | 1       | 2                   |
| Julian Wilson      | Australie  | 1         | 1       | 2                   |
| Sunny Garcia       | Hawaï      | 0         | 3       | 3                   |
| Mick Fanning       | Australie  | 0         | 2       | 2                   |

### Victoires par nation
| Nation              | Victoires |
| ------------------- | --------- |
| Hawaï               | 18        |
| Australie           | 17        |
| États-Unis          | 11        |
| Brésil              | 3         |
| France              | 2         |
| Afrique du Sud      | 1         |
| Polynésie française | 1         |
| Total               | 47        |